# Serbskie monety obiegowe (1868–1918)

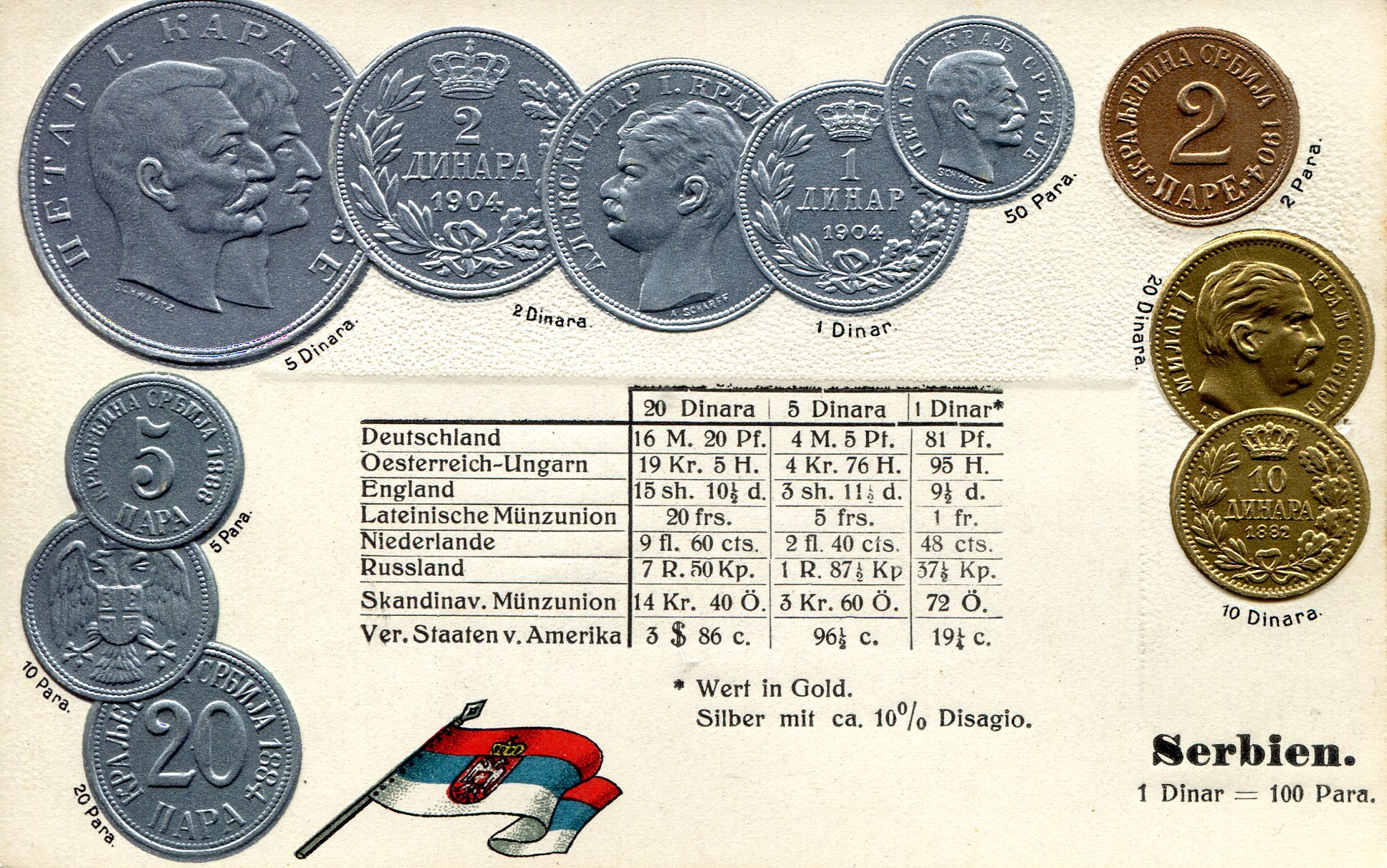
Pocztówka przedstawiająca serbskie monety po roku 1904

Serbskie monety obiegowe (1868–1918) – niniejszy artykuł opisuje monety obiegowe o nominałach dinara lub pary (bądź ich wielokrotności) emitowane przez organy Księstwa, a od 1882 roku Królestwa Serbii począwszy od pierwszej nowożytnej partii z roku 1868 aż do wejścia serbskiego państwa w skład Królestwa SHS w roku 1918. W tym czasie, za panowania czterech kolejnych monarchów do obiegu trafiło sześć serii monet bitych w czterech stopach metali, zaś ostatnimi z nich posługiwano się jeszcze w 1931 roku.

## Księstwo Serbii

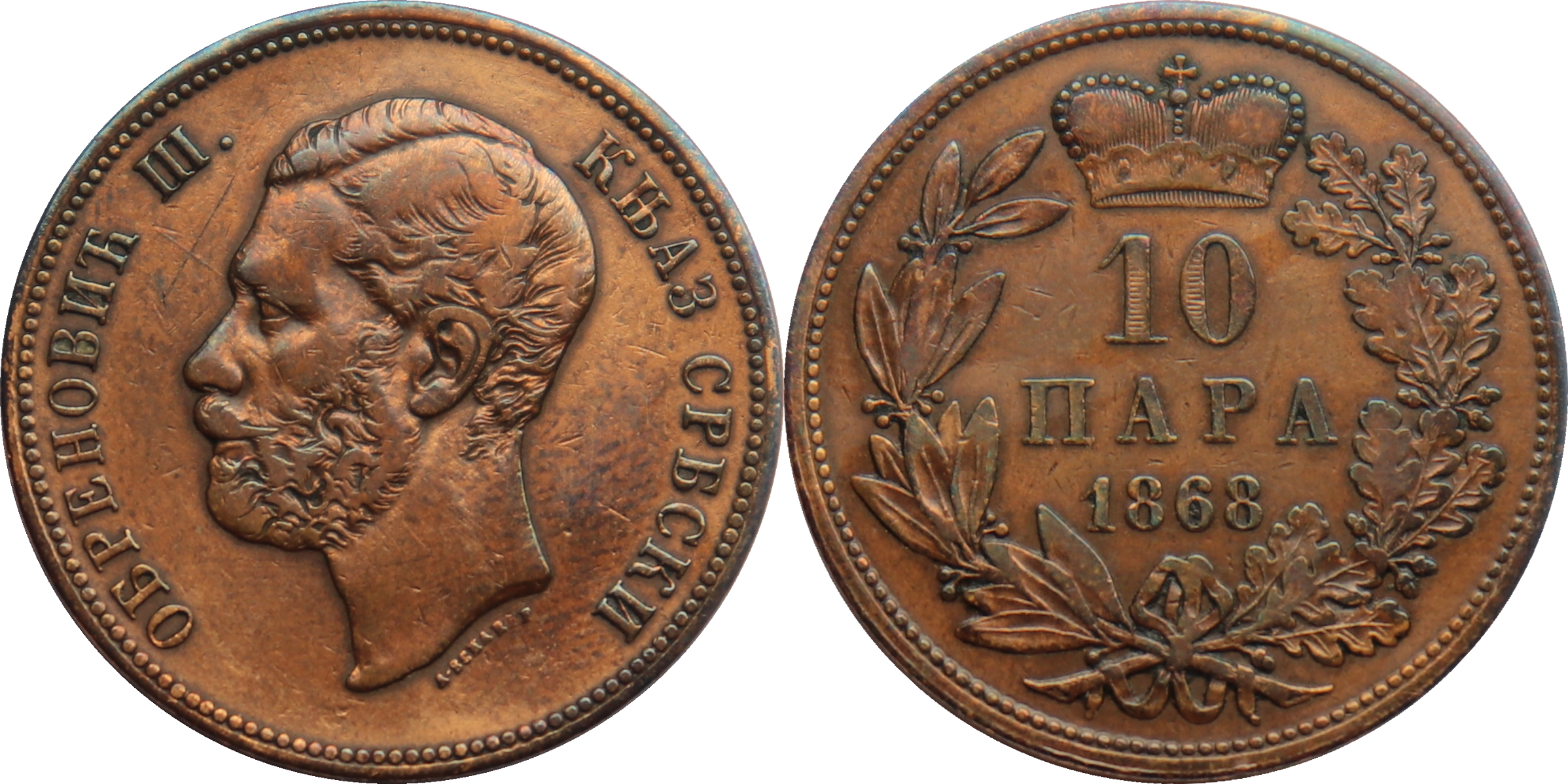
10 par z pierwszej serii monet (1868)

W połowie XIX wieku na terytorium Księstwa Serbii, wasala Imperium Osmańskiego posługiwano się 43 typami monet emitowanymi przez kilkanaście różnych krajów. Prócz waluty tureckiej w użyciu były monety: austriackie, węgierskie, weneckie czy dubrownickie, ale też francuskie, greckie, hiszpańskie, holenderskie, papieskie, portugalskie i rosyjskie. Powodowało to rozliczne komplikacje w trakcie zawierania transakcji handlowych czy poboru podatków. Decyzję o emisji własnych monet zdawkowych (nominały 1, 5 i 10 par) – pierwszych serbskich pieniędzy od wieków średnich – książę Michał Obrenowić III podjął w 1868 roku, rok po wycofaniu tureckich wojsk z serbskich garnizonów. Wkrótce przystąpiono do bicia monet, za co odpowiadała cesarska mennica w Wiedniu. Wytwarzano je z brązu (4% cyny, 1% cynku) według projektów austriackich rzeźbiarzy i grawerów Antona Scharffa (1 i 10 par) oraz Friedricha Leiska (5 par). Na awersie znalazł się profil księcia, a w wzdłuż otoku inskrypcja „ОБРЕНОВИЋ III. КЊАЗ СРБСКИ” (Obrenović III. Knjaz Srbski, serb. Obrenowić III Książę Serbski). Część nakładu monety o nominale 1 pary omyłkowo wybito w wariancie, w którym ostatnie słowo zapisano jako „СРЋСКИ”, Srćski). Na rewersie zamieszczono nominał pod zamkniętą książęcą koroną. Boki i dolną część monety zostały wypełnione wieńcem z gałązek laurowych (strona lewa) i dębowych (prawa). Taki układ elementów stał się wzorem dla większości przyszłych serbskich monet z przełomu XIX i XX wieku (wyjątkiem były monety zdawkowe według projektu z 1883 roku). Choć pierwotne plany zakładały wybicie monet o wartości ok. 120 mln par, ostatecznie wytworzono ich na sumę około 70 mln par – nie jest do końca jasne, czy różnica ta wynikała z przeszacowania krajowego zapotrzebowania, czy też niedoszacowania kosztów produkcji. Monety ostatecznie zostały wyemitowane 20 lutego 1869 r., już po śmierci księcia Michała, który 29 maja?/10 czerwca 1868 r. zginął w zamachu. Brązowe pary pozostały w obiegu do 30 kwietnia 1898 r.
Tragiczna śmierć władcy uniemożliwiła płynną kontynuację reform walutowych. Dalsze prace nad wprowadzeniem serbskich monet o wyższych nominałach podjęto już za panowania księcia Milana Obrenowicia IV. Zakładano, że nowe srebrne monety skutecznie wyeliminują z obrotu waluty państw ościennych. W listopadzie roku 1873 przyjęto stosowną ustawę, a dwa lata później, kiedy 21-letni książę objął pełnię rządów, po raz pierwszy w czasach nowożytnych wyemitowano serbskie monety grube, które zawierały w swojej nazwie określenie „dinar”. Ze srebra próby 835 wytworzono wówczas monety o nominałach 50 par oraz 1 i 2 dinarów, których wzór wpisywał się we wcześniejsze założenia odnośnie do monet z roku 1868 (inskrypcja na awersie głosiła „МИЛАН М. ОБРЕНОВИЋ IV. КЊАЗ СРПСКИ” (Milan M. Obrenović IV. Knjaz Srpski, serb. Milan M. Obrenowić IV Książę Serbski). Pomimo tego, że Serbia nie była jej pełnoprawnym członkiem, nowe monety spełniały wymogi Łacińskiej Unii Monetarnej dotyczące zawartości srebra w poszczególnych nominałach. Autorem projektu 50 par i 2 dinarów był Anton Scharff, zaś 1 dinara – Friedrich Leisek. Wszystkie monety bite były w wiedeńskiej mennicy i formalnie pozostawały w użyciu aż do 1904 roku i emisji monet Piotra Karadziordziewicia. Niemniej z uwagi na niewielki nakład (6 mln sztuk) oraz systematyczne przetapianie na potrzeby nowych serii (co dotknęło zwłaszcza największe dwudinarówki) wkrótce stały się one rzadkością. 
Tuż po uzyskaniu pełnej niepodległości od Turcji Osmańskiej parlament w Belgradzie 10 grudnia 1878 r. przyjął ustawę o serbskich pieniądzach narodowych, na której mocy wkrótce przystąpiono do emisji nowej serii monet. Do obrotu trafiły następujące nominały: 5 i 10 par wytwarzanych z brązu, 50 par, 1, 2 i 5 dinarów ze srebra (trzy pierwsze próby 835, ostatnia zaś 900) oraz 20 dinarów ze złota próby 900. Zgodnie z ustawą planowano też wybić z brązu brakujące monety zdawkowe (1 i 2 pary) oraz złote 10-dinarówki, jednak plany te nie doczekały się realizacji. Choć wszystkie monety tej serii noszą datę 1879, to jednak wyłącznie 20-dinarowe złote monety faktycznie wybito w tym roku (emisja 16 grudnia 1879). Pozostałe nominały w rzeczywistości zostały wyprodukowane rok później (emisja 3 kwietnia 1880). Za wzór wszystkich typów monet odpowiadał Ernest Paulin Tasset. Awers, z wyjątkiem nowego portretu monarchy, był niemal identyczny z projektem z 1875 roku. Także rewers zawierał tradycyjne gałązki dębu i wawrzynu, koronę oraz umieszczony pośrodku nominał. Brązowe monety zdawkowe, które wytwarzano w Birmingham w mennicy Ralph Heaton & Sons Ltd., pozostały w obiegu do 30 kwietnia 1898 r.. Monety srebrne bito w cesarskiej mennicy w Wiedniu i zostały one zdemonetyzowane w 1904 roku. Złote 20-dinarówki (serb. Milanovi zlatnici) bito w Paryżu – zostały wycofane z obiegu 28 czerwca 1931. Pierwotny projekt zakładał wprowadzenie do obiegu 5 mln dinarów w złocie (250 tys. sztuk), jednak został on zrealizowany zaledwie w 20%. Dwa najwyższe nominały serii, 5 i 20 dinarów, posiadały zdobiony rant, na którym wybito wypukły napis „БОГ ЧУВА СРБИЈУ” (Bog čuva Srbiju, serb. Bóg chroni Serbię). Omyłkowo część nakładu monet pięciodinarowych trafiła do obiegu z inskrypcją „БОГ СРБИЈУ ЧУВА” (Bog Srbiju čuva).
| nominał    | emisja | wycofanie | stop         | średnica [mm] | masa [g] | roczniki | rant                      | monarcha             | akty prawne                | przypisy                           |
| ---------- | ------ | --------- | ------------ | ------------- | -------- | -------- | ------------------------- | -------------------- | -------------------------- | ---------------------------------- |
| 1 para     | 1869   | 1898      | brąz         | 15            | 1        | 1868     | gładki                    | Michał Obrenović III | [ 10 ] [ 11 ] [ 9 ]        | [ 4 ] [ 6 ] [ 7 ] [ 18 ] [ 28 ]    |
| 5 par      | 1869   | 1898      | brąz         | 25            | 5        | 1868     | gładki                    | Michał Obrenović III | [ 10 ] [ 11 ] [ 9 ]        | [ 4 ] [ 6 ] [ 7 ] [ 18 ] [ 28 ]    |
| 10 par     | 1869   | 1898      | brąz         | 30            | 10       | 1868     | gładki                    | Michał Obrenović III | [ 10 ] [ 11 ] [ 9 ]        | [ 4 ] [ 6 ] [ 7 ] [ 18 ] [ 28 ]    |
|            |        |           |              |               |          |          |                           |                      |                            |                                    |
| 50 par     | 1875   | 1904      | srebro (835) | 18            | 2,5      | 1875     | gładki                    | Milan Obrenović IV   | [ 12 ] [ 17 ]              | [ 6 ] [ 13 ] [ 15 ] [ 27 ]         |
| 1 dinar    | 1875   | 1904      | srebro (835) | 23            | 5        | 1875     | gładki                    | Milan Obrenović IV   | [ 12 ] [ 17 ]              | [ 6 ] [ 13 ] [ 14 ] [ 15 ] [ 27 ]  |
| 2 dinary   | 1875   | 1904      | srebro (835) | 27            | 10       | 1875     | gładki                    | Milan Obrenović IV   | [ 12 ] [ 17 ]              | [ 6 ] [ 13 ] [ 15 ] [ 27 ]         |
|            |        |           |              |               |          |          |                           | Milan Obrenović IV   |                            |                                    |
| 5 par      | 1880   | 1898      | brąz         | 25            | 5        | 1879     | gładki                    | Milan Obrenović IV   | [ 20 ] [ 10 ] [ 11 ] [ 9 ] | [ 18 ] [ 19 ] [ 29 ]               |
| 10 par     | 1880   | 1898      | brąz         | 30            | 10       | 1879     | gładki                    | Milan Obrenović IV   | [ 20 ] [ 10 ] [ 11 ] [ 9 ] | [ 18 ] [ 19 ] [ 29 ]               |
| 50 par     | 1880   | 1904      | srebro (835) | 18            | 2,5      | 1879     | ząbkowany                 | Milan Obrenović IV   | [ 20 ] [ 17 ]              | [ 13 ] [ 19 ] [ 27 ] [ 29 ]        |
| 1 dinar    | 1880   | 1904      | srebro (835) | 23            | 5        | 1879     | ząbkowany                 | Milan Obrenović IV   | [ 20 ] [ 17 ]              | [ 13 ] [ 19 ] [ 27 ] [ 29 ]        |
| 2 dinary   | 1880   | 1904      | srebro (835) | 27            | 10       | 1879     | ząbkowany                 | Milan Obrenović IV   | [ 20 ] [ 17 ]              | [ 13 ] [ 19 ] [ 27 ] [ 29 ]        |
| 5 dinarów  | 1880   | 1904      | srebro (900) | 37            | 25       | 1879     | zdobiony: БОГ ЧУВА СРБИЈУ | Milan Obrenović IV   | [ 20 ] [ 17 ]              | [ 13 ] [ 19 ] [ 27 ] [ 29 ] [ 30 ] |
| 20 dinarów | 1879   | 1931      | złoto (900)  | 21            | 6,45     | 1879     | zdobiony: БОГ ЧУВА СРБИЈУ | Milan Obrenović IV   | [ 20 ] [ 24 ]              | [ 21 ] [ 22 ] [ 23 ] [ 27 ] [ 29 ] |

## Królestwo Serbii

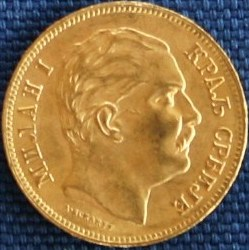
„Milandor” z roku 1882

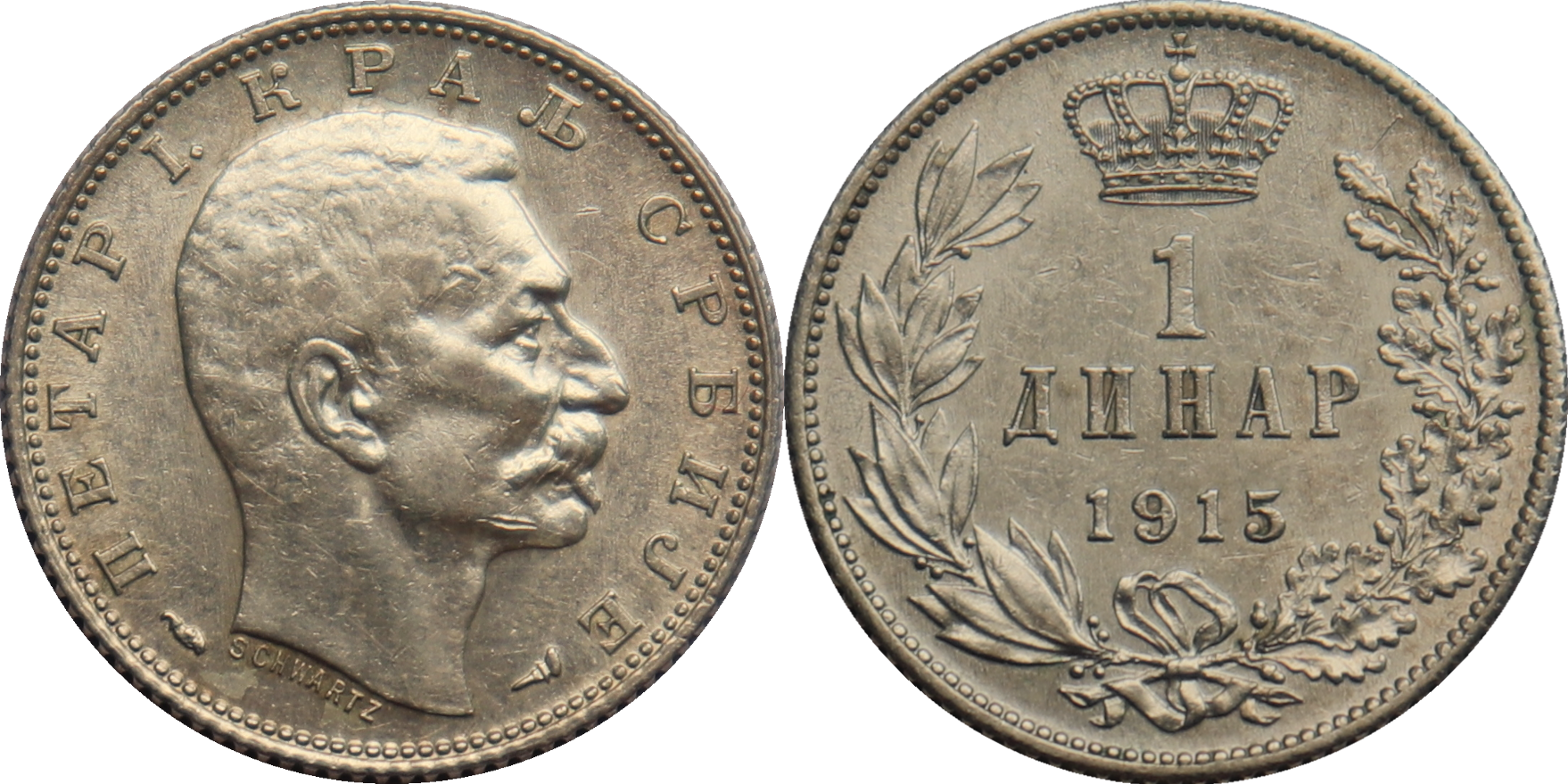
1 dinar według wzoru z 1904 roku

Pod rządami Milana Obrenowicia IV Księstwo Serbii 22 lutego 1882 roku przekształcono w Królestwo, a on sam przyjął imię Milana I. Jeszcze w tym samym roku przystąpiono do emisji złotych monet o nominałach 10 i 20 dinarów zwanych od imienia władcy milandorami. Po części miały one stanowić receptę na niedobór w obrocie krajowych pieniędzy o wysokich nominałach – pomimo dużej liczby drobnych monet większe transakcje nadal przeprowadzano bowiem za pomocą walut państw obcych. Za wzór monet odpowiadał Anton Scharff, jednak prócz nowego portretu oraz inskrypcji dostosowanej do nowej tytulatury – „МИЛАН I. КРАЉ СРБИЈЕ” (Milan I. Kralj Srbije, serb. Milan I Król Serbii) – nie odbiegał on od przyjętego dotąd standardu. Krawędź monet 10-dinarowych była ząbkowana, natomiast w przypadku 20-dinarówek na rancie zamieszczono wypukłą dewizę „БОГ ЧУВА СРБИЈУ”. Cała seria wybita została w Wiedniu ze złota próby 900. Złote monety utraciły status oficjalnego środka płatniczego 28 czerwca 1931 r.
Rok później na mocy ustaw ze stycznia 1883 r. o wymianie monet brązowych na niklowe przystąpiono do bicia i emisji nowej serii. Proste monety nieznanego autora na awersie przedstawiały godło państwowe – dwugłowego orła, na rewersie zaś dużą liczbę oznaczającą nominał oraz inskrypcję „КРАЉЕВИНА СРБИЈА” (Kraljevina Srbija, serb. Królestwo Serbii) i rok wybicia. Wytwarzano je z miedzioniklu (Cu75Ni) – początkowo w Wiedniu, a w kolejnym roku w Birmingham (podstawę prawną dla ponowionej emisji stanowiła ustawa z czerwca 1884 r.). Z uwagi na brak wizerunku władcy czy innych oznak dynastycznych monety o tym wzorze emitowane były także później, za panowania Piotra I Karadziordziewicia (roczniki 1904, 1912 i 1917). Wycofano je z obiegu w Królestwie Jugosławii 30 listopada 1931.
Po abdykacji Milana I w 1889 roku na tronie zasiadł jego syn Aleksander I Obrenowić. Już w rok później Skupština przyjęła ustawę umożliwiającą wprowadzenie do obiegu monet z jego wizerunkiem. Pomimo szeregu przygotowań i podejmowania emisji próbnych w latach 1890, 1892, 1894 i 1895 do faktycznego wprowadzenia do obiegu nowych monet doszło dopiero w roku 1897 (część datowanego tak nakładu powstała w roku 1898). W cesarskiej mennicy w Wiedniu wybito wówczas srebrne monety o nominałach 1 i 2 dinarów według projektu Antona Scharffa. Na awersie zamieszczono portret króla Aleksandra, a wzdłuż otoku inskrypcję „АЛЕКСАНДАР I. КРАЉ СРБИЈЕ” (Aleksandar I. Kralj Srbije, serb. Aleksander I Król Serbii). Na rewersie tradycyjnie prócz nominału znalazła się korona oraz wieniec z gałązek wawrzynu i dębu. Rant monet był ząbkowany.
Po zabójstwie Aleksandra w roku 1903 monety z jego podobizną były sukcesywnie wycofywane z obiegu i przetapiane, a oficjalnie zostały zdemonetyzowane w roku 1931. Wkrótce później serbski tron objął Piotr I Karadziordziewić, który już w 1904 roku podpisał ustawę o wymianie srebrnych monet. Z obiegu wycofano wówczas srebrne egzemplarze z okresu księstwa, rozpoczynając jednocześnie emisję nowej serii. Wśród monet wprowadzonych do obiegu znalazły się zarówno drobne monety zdawkowe, które po raz pierwszy wybito w czasach Milana I Obrenowicia, jak i te o nowych wzorach. Łącznie w 1904 roku wyemitowano ponad 15 mln monet o sześciu nominałach. Przeszło trzy czwarte z nich stanowiły brązowe pieniądze o wartości 2 par, których wzór odpowiadał drobnym monetom z roku 1883. Oprócz tego ponowiono emisję monet o nominale 5 par; wybito także srebrne monety (próba 835) o nominałach 50 par oraz 1 i 2 dinarów. Na ich awersie znalazł się portret króla Piotra, zaś wzdłuż otoku inskrypcja „ПЕТАР I. КРАЉ СРБИЈЕ” (Petar I. Kralj Srbije, serb. Piotr I Król Serbii). Zachowano przy tym wzór rewersu znany z wcześniejszych serii – pośrodku zamieszczono nominał monety otoczony przez wieniec gałązek laurowych i dębowych u góry domknięty koroną. Ponadto wyemitowano także pierwszą w historii serbskiej państwowości obiegową monetę jubileuszową o nominale 5 dinarów. Upamiętniała ona stulecie antytureckiego powstania, na czele którego stał protoplasta dynastii Karadziordziewiciów, Jerzy Czarny. Na awersie umieszczono podwójny portret króla Piotra I i jego dziadka Karađorđe. W górnej części monety, wzdłuż otoku zamieszczono inskrypcję „ПЕТАР I. КАРА-ЂОРЂЕ” (Petar I. Kara-Đorđe, serb. Piotr I Jerzy Czarny). Na rewersie znalazł się herb Serbii w jego wersji wielkiej, z płaszczem heraldycznym oraz legenda: u góry daty 1804 i 1904, u dołu „★ 5 ДИНАРА ★”. Na gładkim rancie monety wybito wypukły napis „БОГ ЧУВА СРБИЈУ”, choć ponownie część nakładu została wyemitowana z inskrypcją o zamienionej kolejności wyrazów: „БОГ СРБИЈУ ЧУВА”. Autorem projektu, podobnie jak pozostałych srebrnych monet tej serii był austriacki rzeźbiarz-medalier Stefan Schwartz. Pięciodinarówkę wykonano ze srebra próby 900 – ważyła 25 gramów, mając przy tym średnicę 37 mm. Podaje się, że dodatkowo cztery sztuki zostały wybite w złocie. Monety powstawały w Wiedniu (5 par, 5 dinarów) oraz w węgierskiej królewskiej mennicy w Kremnicy (pozostałe nominały). Srebrne monety pozostały w obiegu do 28 czerwca 1931 r., po czym zostały skupione przez jugosłowiański bank centralny po cenach przekraczających wartość nominalną. Usiłowano w ten sposób pozyskać kruszec na dalsze emisje nowych monet.
W dalszych latach panowania Piotra I doszło do czterech kolejnych emisji, jednak do obiegu wprowadzono wówczas wyłącznie dalsze serie monet o funkcjonujących już wzorach. Po raz pierwszy liczbę pozostających w obiegu monet postanowiono zwiększyć w roku 1913, po zakończeniu I wojny bałkańskiej, która przyniosła Serbii istotne zdobycze terytorialne i znaczący przyrost liczby ludności. Wyemitowano wówczas monety o nominałach 5, 10, 20, 50 par oraz 1 i 2 dinarów. Łączny nakład wyniósł blisko 31,5 mln sztuk. Zdecydowaną większość wybito w Wiedniu, a jedynie część 1-dinarówek wyprodukowano w Kremnicy. Pomimo iż wyprodukowane na podstawie ustaw z roku 1913 monety nosiły datę 1912. Był to zabieg celowy, by – jak wskazano w projekcie ustawy – „upamiętnić rok rozpoczęcia wojny oswobadzającej tradycyjne serbskie ziemie”. Niedługo po wybuchu w 1914 roku wojny światowej zarządzono bicie kolejnej serii, tym razem wyłącznie srebrnych monet (50 par, 1 i 2 dinary, łącznie 16–18 mln sztuk). Jako że oba kraje pozostawały w stanie wojny, bicie serbskich monet nie było dłużej możliwe w Austrii, dlatego też stosowne zamówienie zrealizowane zostało przez mennicę w Paryżu. Monety tej serii nosiły datę 1914, jednak w istocie zostały wybite i wprowadzone do obiegu rok później. Jeszcze w tym samym, 1915 roku rada ministrów poleciła wybicie powtórzonej serii o identycznym nakładzie (16 mln sztuk o wartości nominalnej 15 mln dinarów), która jednak z uwagi na działania wojenne, przeciążenie paryskiej mennicy i brak zgody francuskiego rządu nie rozpoczęła się. Działający na emigracji serbski parlament we wrześniu 1916 roku przyjął ustawę, która pozwalała na emisję srebrnych monet o łącznej wartości 30 mln dinarów. Istnieją sprzeczne informacje na temat tego, ile monet ostatecznie zostało wyprodukowanych przez paryską mennicę oraz jaka ich część została następnie skutecznie wprowadzona do obiegu. W zależności od źródeł liczba monet wybitych waha się od 5 do ponad 15 mln sztuk, zaś dane serbskiego banku centralnego mówią o wprowadzeniu do obiegu pieniędzy o wartości zaledwie 1,5–2 mln dinarów. Na podstawie tego samego aktu prawnego wybito także serię monet wykonanych z miedzioniklu. Była to ostatnia przed proklamowaniem Królestwa SHS emisja serbskich monet, jednak dokładne dane na jej temat również nie są znane. Ustawa dopuściła produkcję monet o wartości 10 mln dinarów w nominałach 5, 10 i 20 par według dotychczasowego wzoru, jednak przyjmuje się, że w rzeczywistości zrealizowano produkcję zaledwie 5 mln sztuk każdego z trzech nominałów (to jest nakład o wartości 1,75 mln dinarów). Spośród wyprodukowanej sumy jedynie niewielka część dotarła na terytorium Serbii, jako że zmierzające w kierunku Korfu transportowce zostały zatopione w trakcie działań wojennych. Brak przy tym całkowitej pewności czy za produkcję monet nadal odpowiadała mennica w Paryżu, inny zakład na terytorium Francji, czy też – jak wskazują niektórzy autorzy – Gorham Company w Providence w amerykańskim stanie Rhode Island.
| nominał    | emisja | wycofanie | stop          | średnica [mm] | masa [g] | roczniki                     | rant                      | monarcha                 | akty prawne                               | przypisy                           |
| ---------- | ------ | --------- | ------------- | ------------- | -------- | ---------------------------- | ------------------------- | ------------------------ | ----------------------------------------- | ---------------------------------- |
| 5 par      | 1883   | 1931      | miedzionikiel | 17            | 3        | 1883, 1884, 1904, 1912, 1917 | gładki                    | Milan I Obrenowić        | [ 31 ] [ 10 ] [ 17 ] [ 48 ] [ 53 ] [ 36 ] | [ 18 ] [ 33 ] [ 34 ] [ 35 ] [ 57 ] |
| 10 par     | 1883   | 1931      | miedzionikiel | 20            | 4        | 1883, 1884, 1912, 1917       | gładki                    | Milan I Obrenowić        | [ 31 ] [ 10 ] [ 48 ] [ 53 ] [ 36 ]        | [ 18 ] [ 33 ] [ 34 ] [ 58 ]        |
| 20 par     | 1883   | 1931      | miedzionikiel | 22            | 6        | 1883, 1884, 1912, 1917       | gładki                    | Milan I Obrenowić        | [ 31 ] [ 10 ] [ 48 ] [ 53 ] [ 36 ]        | [ 27 ] [ 33 ] [ 34 ] [ 57 ]        |
| 10 dinarów | 1882   | 1931      | złoto (900)   | 19            | 3,23     | 1882                         | ząbkowany                 | Milan I Obrenowić        | [ 20 ] [ 24 ]                             | [ 21 ] [ 22 ] [ 25 ] [ 27 ]        |
| 20 dinarów | 1882   | 1931      | złoto (900)   | 21            | 6,45     | 1882                         | zdobiony: БОГ ЧУВА СРБИЈУ | Milan I Obrenowić        | [ 20 ] [ 24 ]                             | [ 21 ] [ 22 ] [ 23 ] [ 25 ] [ 27 ] |
|            |        |           |               |               |          |                              |                           |                          |                                           |                                    |
| 1 dinar    | 1897   | 1931      | srebro (835)  | 23            | 5        | 1897                         | ząbkowany                 | Aleksander I Obrenowić   | [ 37 ] [ 36 ]                             | [ 22 ] [ 27 ] [ 38 ] [ 39 ] [ 59 ] |
| 2 dinary   | 1897   | 1931      | srebro (835)  | 27            | 10       | 1897                         | ząbkowany                 | Aleksander I Obrenowić   | [ 37 ] [ 36 ]                             | [ 22 ] [ 27 ] [ 38 ] [ 39 ] [ 59 ] |
|            |        |           |               |               |          |                              |                           |                          |                                           |                                    |
| 2 pary     | 1904   | b.d.      | brąz          | 20            | 2        | 1904                         | gładki                    | Piotr I Karadziordziewić | [ 17 ]                                    | [ 33 ] [ 44 ]                      |
| 50 par     | 1904   | 1931      | srebro (835)  | 18            | 2,5      | 1904, 1912, 1915             | ząbkowany                 | Piotr I Karadziordziewić | [ 17 ] [ 48 ] [ 24 ]                      | [ 34 ] [ 45 ] [ 52 ] [ 60 ] [ 61 ] |
| 1 dinar    | 1904   | 1931      | srebro (835)  | 23            | 5        | 1904, 1912, 1915             | ząbkowany                 | Piotr I Karadziordziewić | [ 17 ] [ 48 ] [ 24 ]                      | [ 34 ] [ 45 ] [ 52 ] [ 61 ] [ 62 ] |
| 2 dinary   | 1904   | 1931      | srebro (835)  | 27            | 10       | 1904, 1912, 1915             | ząbkowany                 | Piotr I Karadziordziewić | [ 17 ] [ 48 ] [ 24 ]                      | [ 34 ] [ 45 ] [ 52 ] [ 61 ] [ 62 ] |
| 5 dinarów  | 1904   | 1931      | srebro (900)  | 37            | 25       | 1904                         | zdobiony: БОГ ЧУВА СРБИЈУ | Piotr I Karadziordziewić | [ 17 ] [ 24 ]                             | [ 23 ] [ 44 ] [ 45 ] [ 62 ]        |